# Ministerstwo Górnictwa i Energetyki (1981–1987)
Ministerstwo Górnictwa i Energetyki (1981-1987) – polskie ministerstwo istniejące w latach 1981–1987, powołane w celu określania kierunków rozwoju przemysłów kopalnych i energetycznych. Minister był członkiem Rady Ministrów. 

## Powołanie urzędu
Na podstawie ustawy z 1981 r. o utworzeniu urzędu Ministra Górnictwa i Energetyki ustanowiono nowy urząd, w miejsce zniesionego urzędów Ministerstwa Górnictwa oraz Ministerstwa Energetyki i Energii Atomowej.

## Ministrowie
- Czesław Piotrowski (1981–1986)
- Jan Szlachta (1986–1987)

## Zakres działania urzędu
Do zakresu działania urzędu należały sprawy:
- górnictwa węglowego, naftowego, gazowniczego,
- produkcji maszyn, urządzeń oraz sprzętu górniczego, wiertniczego i energetycznego,
- produkcji materiałów posadzkowych i innych potrzebnych do wydobywania kopalin ze złóż naturalnych,
- budownictwa górniczego i energetycznego,
- dozoru technicznego.

## Sposoby realizacji zadań
Zadania urzędu realizowano w szczególności poprzez:
- prognozowanie i programowanie rozwoju tych  gałęzi,
- dokonywanie kompleksowej analizy i oceny działalności przedsiębiorstw i innych podległych jednostek organizacyjnych,
- koordynowanie tej działalności,
- współdziałanie w kształtowaniu systemów ekonomicznych przedsiębiorstw i innych podległych jednostek organizacyjnych.
- prowadzenie polityki kadrowej,
- udzielanie pomocy w szkoleniu kadr tych przedsiębiorstw i jednostek.

Ministrowi Górnictwa i Energetyki podlegał Urząd Dozoru Technicznego.

## Zniesienie urzędu
Na podstawie ustawy z 1987 r. o zmianach w zakresie działania niektórych naczelnych i centralnych organów administracji państwowej zniesiono urząd Ministra Górnictwa i Energetyki.